# Farshad Ahmadzadeh
Farshad Ahmadzadeh, född 23 mars 1992 i Urmia i Iran, är en iransk fotbollsspelare som spelar för Persepolis FC och Irans fotbollslandslag.